# Schubertiada

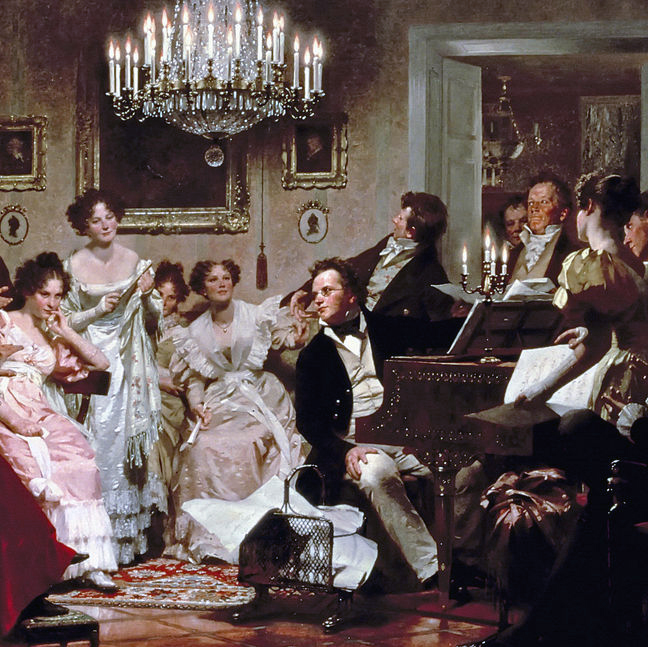
Óleo de Julius Schmid de 1897 (Schubertiade)

Una schubertíada o schubertiada (en alemán: Schubertiade) es un evento para celebrar la música del compositor Franz Schubert (1797-1828) como una representación de sus obras. Inicialmente, el término fue utilizado para actuaciones en un entorno privado, hoy también se refiere a series de conciertos y festivales de música en Austria. 

## Historia de la schubertíada
El término Schubertiade es el nombre que se le puso a partir del año 1821 a las reuniones de Franz Schubert con sus amigos. Estos a veces se juntaban en departamentos como también en excursiones . 

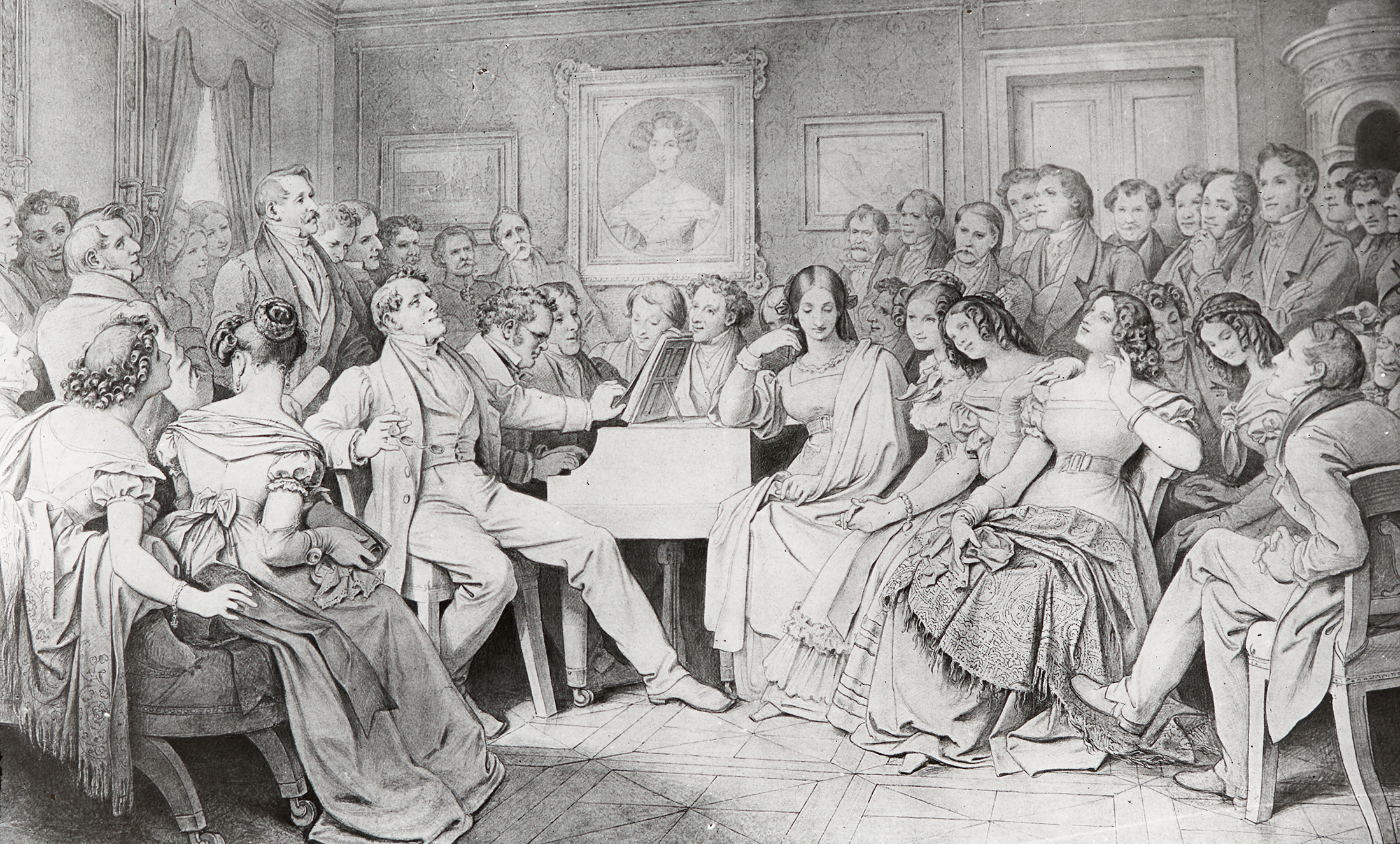
Moritz von Schwind Schubertiade

Franz von Schober fue una de las primeras personas que utilizó ese término (Schubertiade) en una carta para Ignaz Sonnleithner. De 1815 a 1824, se celebraron conciertos muy aclamados en el departamento de la familia Sonnleithner en Viena. Ignaz Sonnleithner tenía un círculo de ciudadanos culturalmente interesados a su alrededor y pronto entró en contacto con Schubert. Los conciertos en la casa de Sonnleithner le dieron a Schubert una buena oportunidad para dar a conocer sus obras en Viena. Los invitados frecuentes fueron Eduard von Bauernfeld, Ignaz Castelli, Anton Freiherr von Doblhoff-Dier, Franz Grillparzer, Anselm Hüttenbrenner, Leopold Kupelwieser, Johann Mayerhofer, Moritz von Schwind y Johann Michael Vogl. Los festivales Schubertiade son el ejemplo típico del tipo de reuniones sociales de la clase media que son habituales en el período de Biedermeier.

## Schubertíadas en la actualidad

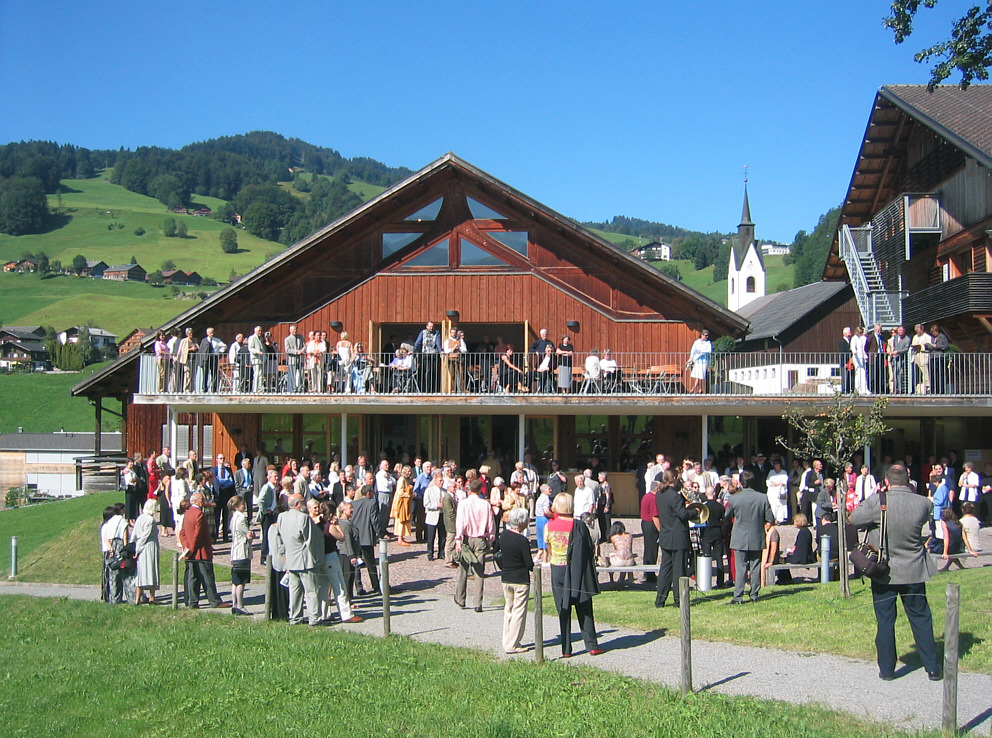
Schwarzenberg, Austria (Schubertíada 2004)

La primera schubertíada tuvo lugar en 1976 en Hohenems, Austria. Un festival para Franz Schubert. Otorgarle el lugar que le correspondía junto a Mozart y Beethoven fue la idea y el objetivo del primer Schubertiade, que fue fundado por Hermann Prey.
La schubertíada es el festival más prestigioso del mundo con respecto a Schubert con alrededor de 80 eventos y 35,000 visitantes cada año. El festival tiene lugar en la provincia austríaca de Vorarlberg, en las ciudades de Hohenems y Schwarzenberg. En ningún otro lugar hay una cantidad tan grande de recitales con los mejores intérpretes del mundo en un corto espacio de tiempo. Los conciertos de cámara y recitales de piano al más alto nivel forman otro enfoque. La oferta se complementa con conciertos de orquesta, lecturas y conferencias, así como clases magistrales de artistas de renombre.
Otros festivales o programas de conciertos que llevan el nombre de Schubertiade son la Schubertiade im Ettlinger Schloss en Ettlingen (cerca de Karlsruhe), que fue acuñada por el pianista Thomas Seyboldt, la Schubertiade Schloss Eyb en Dörzbach (Hohenlohe), la Schubertiade d'Espace 2 en Biel/Bienne y la Schubertiade en Vilabertran (cerca de Gerona). La Schubertiade Schnackenburg tiene lugar anualmente en la ciudad del Elba. 